# Baía Inglesa (Chile)

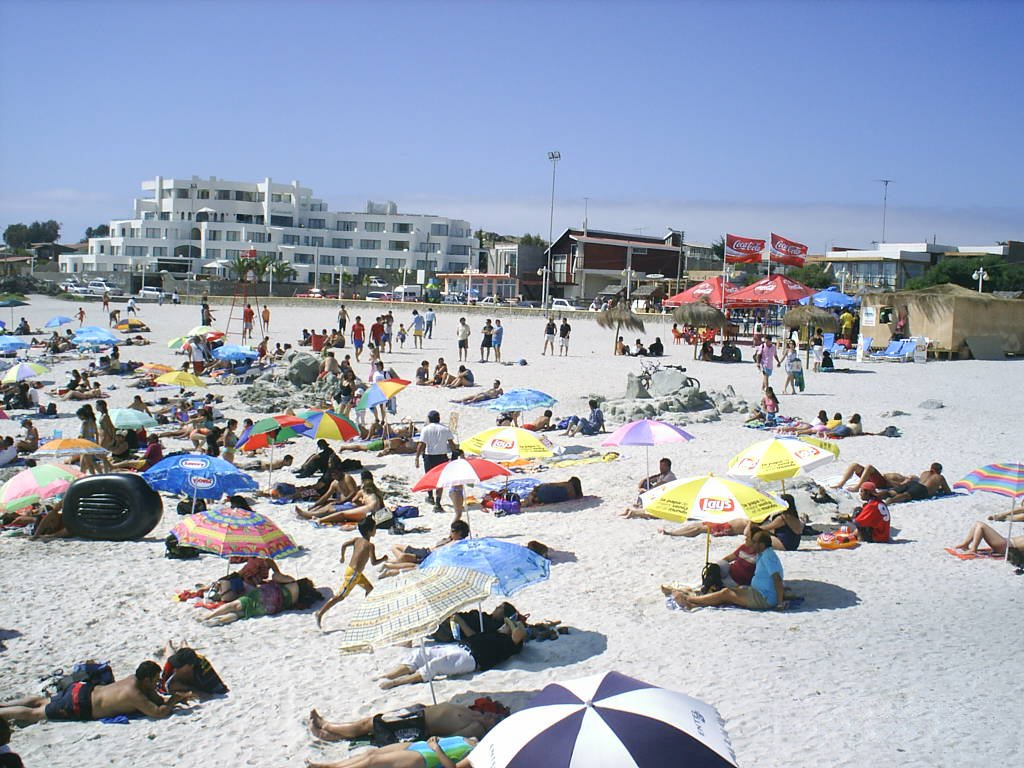
Foto da Baía Inglesa

Baía Inglesa (em espanhol Bahía Inglesa) é uma das belezas naturais da Região de Atacama, Chile.
Caracteriza-se pelas suas areias brancas e águas turquesas, sendo umas das praias mais lindas do Chile. Esta pequena praia tropical está localizada a curta distância do porto de Caldera (3,7 km) na Tercera, 76 km de Copiapó, 99 km de Chañaral, 883 km de Santiago, 412 km de La Serena, 504 km de Antofagasta e a 799 km de San Pedro de Atacama.

## Toponímia
O nome da baía é devido à visita do corsário Edward Davis no seu barco chamado de Bachelor em 1687, ficando a ser conhecida pelo Porto do Inglês.[carece de fontes?]

## Turismo
Destacada pelas suas areais brancas e clima tropical e as suas águas cristalinas, tem toda a infraestrutura necessária para albergar turistas e visitantes. Existem campos de campismo, hotéis, restaurantes e casas de verão.[carece de fontes?]
As suas praias estão consideradas como as melhores do Chile. Algumas delas são La Piscina, Las Machas, Blanca e El Chuncho, o sector de "rochas negras" foi baptizado por Luis Flores Cubillos. O lugar goza de um [clima temperado]] todo o ano.
É possível ver pinguins no tempo mais frio.[carece de fontes?]
Neste lugar existe também um local de fósseis, dos mais importantes do Chile,

## Localização
Mapa da Baía Inglesa

## Referencias
1. ↑  Inglesa: arenas blancas y mar turquesa This is Chile, 9 de noviembre de 2016.
2. ↑  Estas son las bellas playas escondidas de Caldera Soy Copiapó, 14 de enero de 2016.
3. ↑  [http://www.mnhn.cl/613/w3-article-35387.html?_noredirect=1 Museu Nacional de História Natural, 26 de fevereiro de 2014.
4. ↑  Hallan ave prehistórica chilena de más de cinco metros La Tercera, 16 de septiembre de 2010.